# Dub (muziek)
Dub is een vorm van Jamaicaanse muziek, ontstaan uit ska en reggae in Jamaica.
Het woord "dub" wordt vandaag de dag algemeen gebruikt om een remix aan te geven. Het is echter minder bekend dat de oorsprong van deze term (en het remixen) van Jamaica komt, en uit omstreeks 1967 afkomstig is, in eerste instantie in de zoektocht naar meer exclusiviteit in de sound systems, en later werd de techniek gebruikt als manier om al opgenomen ritmes opnieuw te gebruiken. Dubmuziek wordt gekenmerkt door zijn hypnotiserende baslijnen, diepe drums, echo's, reverbs en andere geluidseffecten. Het is vaak instrumentaal, waarbij vocalen grotendeels worden weggelaten of op een minimale manier worden gebruikt. Dubmuziek legt de nadruk op de ritmesectie en de geluidstechnieken die worden gebruikt om de muziek te manipuleren en te transformeren.
De dubperiode is grofweg op te delen in drie perioden:
- de "instrumentals", de originele nummers maar dan zonder teksten,
- nummers zonder tekst met toegevoegde "shouts" van de deejay (die meestal op de B-kant van de platen stonden als "versions"),
- de nu bekendste vorm van dub: heel erg veranderde (en vaak verlengde) versies van originele nummers

Een belangrijk persoon bij het ontstaan van de dub was King Tubby (officiële naam: Osbourne Ruddock), eigenaar van het grootste sound system in Kingston en een uitstekend technicus. Al snel brachten grote producers opnames naar hem om de Tubby-behandeling te krijgen. De dub bracht een nieuwe dimensie in Jamaicaanse muziek, en zou de internationale danscultuur beïnvloeden.
In 1973-1974 ging de Jamaicaanse consument de plaat die ze wilde kopen niet alleen beoordelen op de producer of artiest, maar ook op de technicus. Platen die een B-kant hadden waar "King Tubby's version" of "Drum 'n Bass by King Tubby" op stond, verkochten meestal hierom, en niet omdat men de artiest op de A-kant zo goed vond. 1974 was ook het jaar waarin de eerste pure dub-albums verschenen, welke meestal in kleine aantallen gemaakt werden en snel weer verdwenen, maar hun volgelingen waren de meest toegewijde van het reggaepubliek, en de jaren daarna verschenen honderden dub-albums, omdat elke producer maximale winst uit zijn ritmes wilde halen.
Zoals elke rage kwam er begin jaren tachtig weer een eind aan de dub, maar Jamaicaanse singles bleven hun roemruchte B-kant houden, de "version"-kant.
Terwijl de digitale technologie voortschreed, kwam er ook een nieuwe generatie producers en technici. Hun ervaring groeide, en ze zochten nieuwe manieren om zich uit te drukken, waaruit nieuwe stijlen ontstonden als hiphop, jungle en dubstep. Dit onderwerp wordt behandeld in de documentairefilm Dub Echoes uit 2007.

## Dubartiesten
- Asian Dub Foundation
- Augustus Pablo
- Bill Laswell
- Easy Star All-Stars
- Fat Freddy's Drop
- High Tone
- Hopeton "Scientist" Brown
- Jah Shaka
- Jah Wobble
- Katchafire
- Lee 'Scratch' Perry
- Mad Professor
- Mikey Dread
- Prince Far I
- King Tubby
- Sly and Robbie
- Sublime
- The Flying Lizards
- Twilight Circus